# Filmrendező

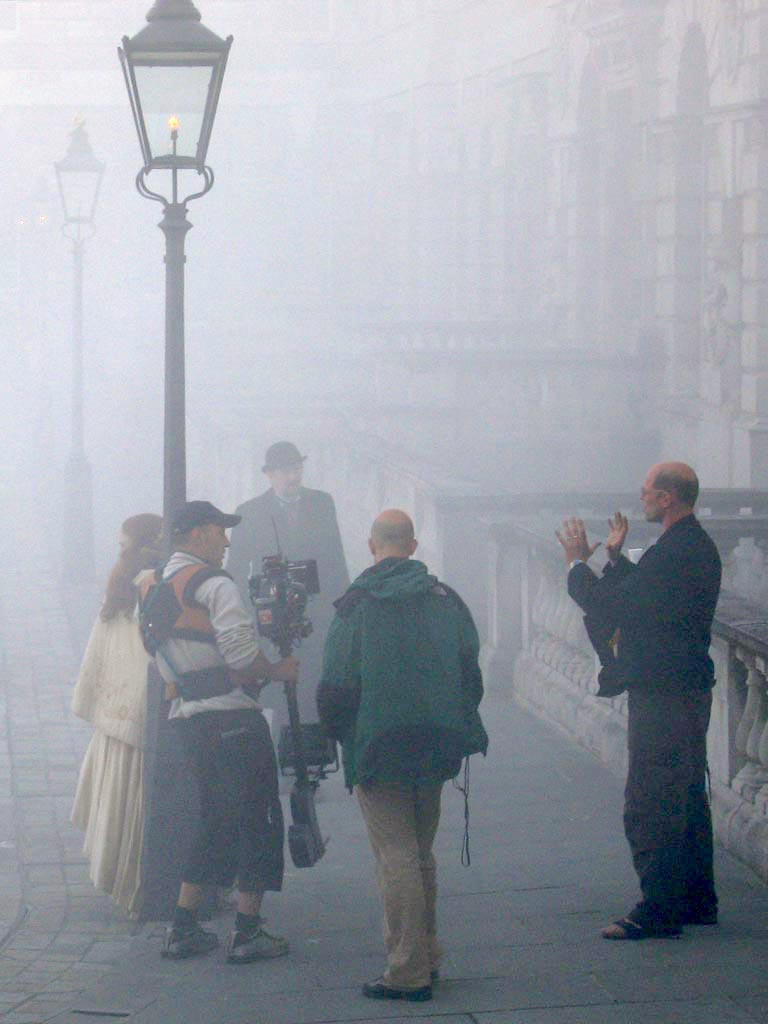
A filmrendező (a képen jobbra) instruálja színészeit egy londoni filmforgatás közben

A filmrendező fő feladata  egy filmprodukció minden művészeti és drámai aspektusának irányítása.

## Képzése

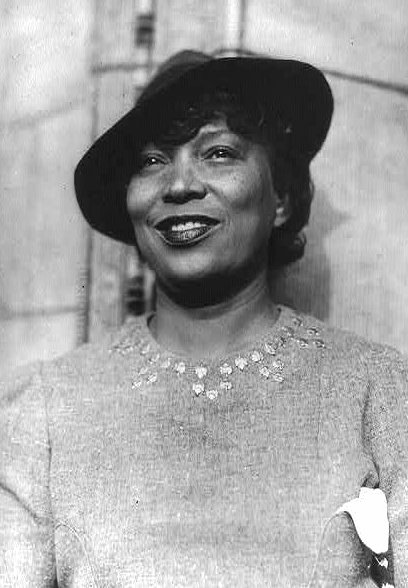
Az első afroamerikai filmrendezőnő:
Zora Neale Hurston

Ma Magyarországon elsősorban azt nevezik filmrendezőnek, aki a Színház- és Filmművészeti Egyetem filmrendező szakának elvégzése után ezen a pályán elhelyezkedik és filmeket rendez.
- A filmrendezői szakhoz szükséges általános kvalitások
  - vizuális tehetség
  - társadalmi ismeretek
  - műszaki-menedzseri[2] érzékenység

## Munkája

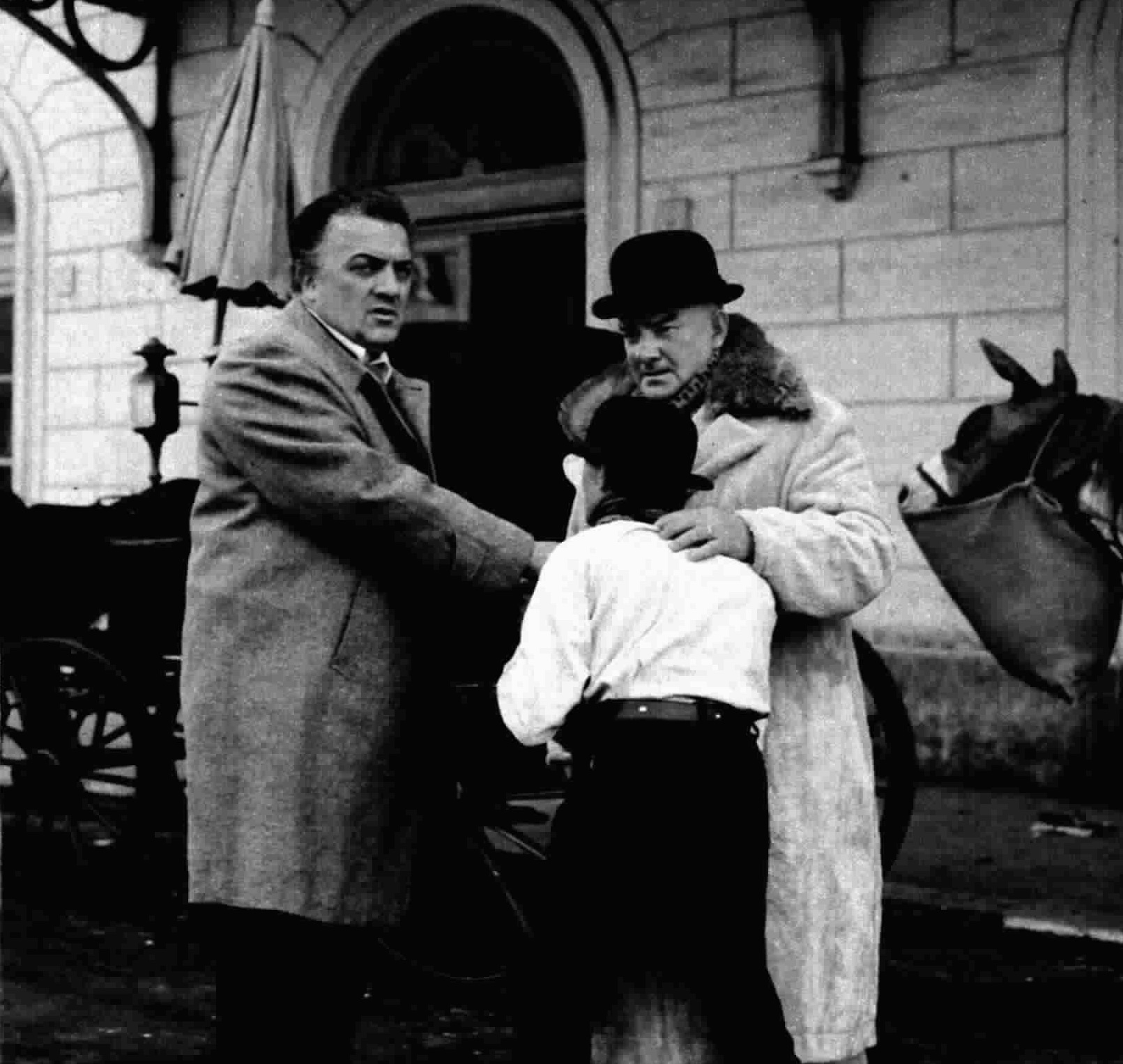
Federico Fellini olasz filmrendező instrukciókat ad egy szereplőnek a Bohócok (I clowns) című filmjénekforgatása közben Rómában (1970)

Általában nálunk a játékfilmrendezők maguk hozzák a témát vagy a filmnovellát, amelyből a forgatókönyv készül. Műfajilag így lesz a film: szerzői film. A forgatókönyv alapján a filmrendező producert keres, aki a film forgatásához szükséges pénz előteremtésével és a film legyártásának irányításával foglalkozik.
Amennyiben a producer kezdeményezi egy film elkészítését, úgy ő választ filmrendezőt, forgatókönyvírót, színészeket, más művészeket és közreműködőket, alkalmasint a filmrendezővel egyetértésben. A filmrendező irányítja az operatőr és a vágó munkáját is, továbbá az ő feladata a színészek kiválasztása és játékának jóváhagyása.
Vannak rendezők, akik színházban is dolgoznak, és megfordítva, illetve előfordul, hogy írók, színészek és/vagy operatőrök rendeznek sikeres filmeket.
Egy időben csak felsőfokú diplomával lehetett filmrendezői szakra jelentkezni, és jellemző, hogy a rajzfilmek és animációs filmek rendezői általában képzőművész alapképzettséggel rendelkeznek.